# Torre dels Frares (Vic)
La Torre dels Frares és una masia de Vic (Osona) protegida com a Bé Cultural d'Interès Local.

## Descripció
Es tracta d'una masia de planta rectangular amb planta baixa, pis i golfes. La coberta és de teula àrab a doble vessant amb el carener perpendicular a la façana. Al costat dret hi té una torre adossada amb coberta a quatre vessants.
El marc de les obertures principals, cantonades i coronament de la torre són de pedra tallada i l'acabat de la façana és arrebossat. Algunes llindes i mènsules de l'entrada principal són barroques. Sota l'escut dels carmelitans encastat a la torre hi ha la data 1642.